# The Devil’s Steed
The Devil’s Steed to dwunasty studyjny album grupy Sol Invictus, wydany w 2005 roku (zob. 2005 w muzyce).
Zagrali na nim: Tony Wakeford, Karl Blake, Eric Roger, Gary Parsons, Maria Vellanz i Renée Rosen.

## Lista utworów
1. We are the Dead Men
2. Old London Weeps
3. The North Ship
4. A Steed for the Devil
5. There Did Three Knights Come from the West
6. Twa Corbies
7. Semaphore Seasons
8. O Death Come Close My Eyes
9. The Devil’s Steed
10. The Edge Beckons
11. Where Stone Lions Prowl
12. Come Winter Rain
13. A Window to the Sun
14. The Silver Swan